# Хай-дайвінг на Чемпіонаті світу з водних видів спорту 2019
Змагання з хай-дайвінгу на Чемпіонаті світу з водних видів спорту 2019 тривали з 22 до 24 липня 2019 року.

## Розклад змагань
Розіграно два комплекти нагород.
Вказано місцевий час (UTC+9).
| Дата          | Час   | Дисципліна           |
| ------------- | ----- | -------------------- |
| 22 липня 2019 | 11:30 | Жінки, раунди 1–2    |
| 22 липня 2019 | 14:00 | Чоловіки, раунди 1–2 |
| 23 липня 2019 | 12:00 | Жінки, раунди 3–4    |
| 24 липня 2019 | 12:00 | Чоловіки, раунди 3–4 |

## Медальний залік

### Таблиця медалей
| Місце              | Країна             | Золото | Срібло | Бронза | Загалом |
| ------------------ | ------------------ | ------ | ------ | ------ | ------- |
| 1                  | Велика Британія    | 1      | 0      | 1      | 2       |
| 2                  | Австралія          | 1      | 0      | 0      | 1       |
| 3                  | Мексика            | 0      | 1      | 1      | 2       |
| 4                  | США                | 0      | 1      | 0      | 1       |
| Загалом (4 збірні) | Загалом (4 збірні) | 2      | 2      | 2      | 6       |

### Медалі за дисциплінами
| Дисципліна | Золото                      | Золото | Срібло                    | Срібло | Бронза                             | Бронза |
| ---------- | --------------------------- | ------ | ------------------------- | ------ | ---------------------------------- | ------ |
| Чоловіки   | Гері Гант · Велика Британія | 442.20 | Стівен Лебу · США         | 433.65 | Хонатан Паредес · Мексика          | 430.15 |
| Жінки      | Ріанна Іффланд · Австралія  | 298.05 | Адріана Хіменес · Мексика | 297.90 | Джессіка Маколей · Велика Британія | 295.40 |